# Emoé de la Parra
Emoé de la Parra Vargas (Cidade do México, 16 de junho de 1951) é uma atriz e diretora mexicana.

## Vida pessoal
Nasceu em  uma família artística. Filha da escritora Yolanda Vargas Dulché e do editor Manelick de la Parra. Seu irmão Manelick mantém a edição de historietas. É tia da diretora de orquestra Alondra de la Parra e do ator e músico Mane de la Parra.

## Carreira

### Telenovelas
- Contigo sí (2021-2022) .... Doña Pura
- Soy tu dueña (2010) .... Nadia de Ampúdia
- Pasión (2007-2008) .... Mercedes Almonte de Salamanca
- María Isabel (1997-1998) .... Deborah Serrano
- Alondra (1995) .... Cristina Leblanc
- Tiempo de amar (1987)
- Juana Iris (1985) .... Patricia
- Gabriel y Gabriela (1982) .... Rocío
- Encrucijada (1970)

### Series de televisão
- 13 Miedos (2007) .... Elisa (1 episodio: Vive, 2007)

### Programas de televisão
- Vidas al límite .... Ella misma (1 episodio: El jugoso negocio del refrito, 2010)
- La historia detrás del mito .... Ella misma (1 episodio: Fanny Cano, 2008)

### Teatro
- Las noches blancas (1987)
- Viaje de un largo día hacia la noche (1992)
- Hace Tiempo (1993) (Como directora)
- Emily (1997-1998)
- Primer Amor (1999)
- Perdida en los Apalaches (1999)
- Un cuarto propio (2000-2004)
- Molly (2000-2004)
- Canción de cuna (2005)
- Primer Amor (2005-2006)
- La celosa de sí misma (2006)
- Rosmersholm (2006)
- Emily (2009)
- Primavera Salvaje (2011)